# Frail Words Collapse
Frail Words Collapse — второй студийный альбом американской металкор-команды As I Lay Dying, вышедший в 2003 году, первая работа коллектива на лейбле Metal Blade Records.

## Об альбоме
По мнению портала Jesus Freak Hideout версия этого релиза для радио обладает гораздо менее приятным звучанием, что на тот момент стало объектом критики.

## Список композиций
1. «94 Hours» — 3:11
2. «Falling Upon Deaf Ears» — 2:31
3. «Forever» — 4:43
4. «Collision» — 3:11
5. «Distance Is Darkness» — 2:39
6. «Behind Me Lies Another Fallen Soldier» — 3:03
7. «Undefined» — 2:17
8. «A Thousand Steps» — 1:46
9. «The Beginning» — 3:29
10. «Song 10» — 4:16
11. «The Pain of Separation» — 2:57
12. «Elegy» — 4:47

## Участники записи
As I Lay Dying
- Тим Ламбэзис (Tim Lambesis) — вокал, продюсирование
- Эван Уайт (Evan White) — гитара (на этом альбоме играл на басу), продюсирование
- Джордан Мэнкино (Jordan Mancino) — барабаны

Дополнительные музыканты
- Дилан Плимэйл — гитара
- Томми Гарсия — бэк-вокал на «94 Hours»
- Джонни Аптон — чистый вокал в песне «Forever»
- Джаррод — чистый вокал в песне «Distance Is Darkness»

Дополнительный персонал
- Стив Рассел — звукоинженер, микширование
- Дан де ла Исла — ассистент инженера, микширование
- Брэд Вэнс — мастеринг
- Брэндон О'Коннелл – пре-продакшн
- Джейкоб Бэннон — обложка